# Ventriloque

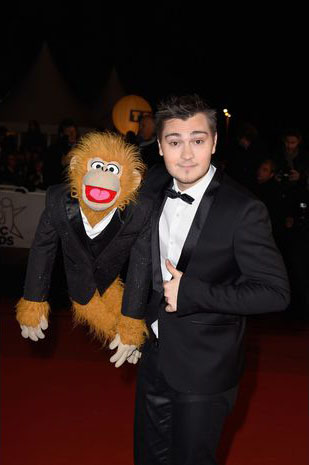
Le ventriloque français Jeff Panacloc et sa marionnette Jean-Marc en décembre 2014.

Un ventriloque (ou plus rarement un engastrimythe) est un illusionniste qui prête la parole à un autre personnage, généralement une marionnette, en émettant les paroles sans bouger les lèvres, comme s'il ne faisait qu'écouter sa marionnette, le public ayant l'impression que la voix vient de plus loin. Il utilise ses cordes vocales et non son ventre, contrairement à l'étymologie du mot.

## Caractéristiques
Une des difficultés de l'exercice réside notamment dans le fait que les labiales (B, P, M) et les fricatives (F, V) ne peuvent pas être articulées. La pratique de la ventriloquie nécessite un entraînement afin de maîtriser les muscles faciaux, la langue et les cordes vocales. Elle nécessite également un travail de coordination puisque le ventriloque doit donner l'illusion que la marionnette est en vie tout en gardant son attitude propre sur scène.
On crut pendant longtemps que les ventriloques parlaient du ventre, ce qui les a fait désigner sous une foule de noms exprimant cette idée : engastriloques, engastrimandres, engastrimythes, engastromandres, gastriloques, sibilots. Par exemple, selon Jean-Eugène Robert-Houdin, qui en parle dans son autobiographie concernant Louis Comte, la « ventriloquie est la science de l'engastrimysme ». L'abbé Jean-Baptiste de La Chapelle, mathématicien français (vers 1710-1792), donne le premier ouvrage en langue française concernant la ventriloquie, Le Ventriloque, ou l'engastrimythe.

### Usage allégorique
Dans des écrits récents, des commentateurs de la vie publique utilisent des termes comme « énonciation ventriloque » ou « ventriloquie » pour désigner le fait de parler au nom d'une catégorie sociale opprimée ou discriminée sans en faire soi-même partie,,,. Marie-Anne Paveau, à l'origine du terme, y voit une manière pour les dominants de garder le pouvoir en s'arrogeant le décryptage de la souffrance de l'autre et son expression. L'auteur associe la notion d'énonciation ventriloque à la dénonciation du racisme institutionnel. « L’énonciation ventriloque consiste en la production d’énoncés par un locuteur au nom d’un autre locuteur, sans l’information ni le consentement de ce dernier, à des fins, ou des effets d’exercice du pouvoir, de minorisation ou d’invisibilisation »

## Histoire
Le poète comique grec Aristophane parle d'un Euryclés dans sa pièce Les Guêpes. Platon le nomme également, dans son dialogue Le sophiste : « D’une certaine manière, ils sont obligés à l'égard de toutes choses de se servir de “être” et de “séparé”, de “les autres”, de “en soi” et de milliers d'autres appellations semblables qu'ils ne sont pas capables ni d'écarter, ni d'éviter d'attacher ensemble dans le logos et qu'ainsi ils n'ont pas besoin de quelqu'un d'autre pour les réfuter ; ils logent chez eux comme on dit l'ennemi et l'opposant et marchent en portant une voix qui résonne en leur intérieur comme l'étrange Euryclée. ». D’après une scholie, Eurcyclès est un devin qui croyait loger dans son ventre un démon qui lui révélait l’avenir. Certains auteurs voient en Euryclés un ventriloque.

## Ventriloques renommés

### Ventriloques anciens
Un dictionnaire paru à Paris en 1906, indique que, parmi les ventriloques, dont le souvenir a été conservé, on peut citer un valet de chambre de François Ier, un sieur Constantin, qu'Étienne Pasquier avait connu ; Collet, dit l'Esprit de Montmartre, ainsi nommé, écrit Tallemant des Réaux, parce qu'il habitait Montmartre, et « qu'à cause d'une petite voix qu'il faisoit, il sembloit que ce fust un esprit qui parlast de bien loin, en l'air ; » l'auteur de la Poupée parlante, qui fit courir tout Paris en 1784 ; le comédien Lécluse ; Borel et Fitz-James, tous deux propriétaires d'un café au Palais-Royal, et qui excellèrent, sous le Premier Empire, dans l'art ventriloque.
Pendant la première partie du 19e siècle, on peut également citer Alexandre Vattemare, un génie peu commun de l’imitation et de la transformation physique ; il sera ensuite le créateur du système international d’échange.
Dans le film Letter of introduction (1938) de John M. Stahl, le célèbre ventriloque américain Edgar Bergen intervient dans plusieurs séquences avec ses marionnettes Charlie McCarthy et Mortimer Snerd.

### Ventriloques contemporains
- Laurent Mourguet et ses marionnettes Guignol, Madelon et Gnafron
- Edgar Bergen
- Jim Henson et ses marionnettes du Muppet Show dont surtout Kermit la grenouille et celles de 1, rue Sésame
- Frank Oz et ses marionnettes du Muppet Show dont surtout Miss Piggy et celle du maître Jedi Yoda dans Star Wars V et VI
- Yves Brunier et sa marionnette Casimir
- Paul Fusco et sa marionnette Alf
- David-Michel et Nestor le Pingouin
- Christian Gabriel et Fredy
- Michel Dejeneffe et sa marionnette Tatayet
- Jacques Courtois et sa marionnette Omer
- Maurice Féaudierre
- Jeff Dunham et ses marionnettes Achmed, José le Jalapeño, Peanut, etc.
- Marc Métral
- Jeff Panacloc et sa marionnette Jean-Marc
- Claude Monlouis comédien ventriloque
- Jörg Jará
- Darci Lynne Farmer, gagnante à 13 ans de America's Got Talent 2017, et ses marionnettes Petunia, Oscar et Edna[11]
- Le Cas Pucine, formé de Capucine Duchamp, gagnante à 20 ans de la France a un Incroyable Talent 2019, et de sa marionnette Eliott.
- Bastian Karvalo[12] et son acolyte José lancent leur premier spectacle « À POIL ! ».

## Personnages de fiction
- Nestor le pingouin
- Genzo le marionnettiste
- Le Ventriloque, ennemi de Batman
- Achmed le terroriste mort
- Le ventriloque qui apparaît dans l'épisode 18 de la saison 1 de Ghost Whisperer : La Dernière Illusion
- César Cascabel, personnage du roman éponyme de Jules Verne